# The Logical Song
The Logical Song is een nummer van de Britse rockband Supertramp. Het nummer, afkomstig van het album Breakfast in America uit 1979 is geschreven en gezongen door Roger Hodgson. In maart van dat jaar werd het nummer op single uitgebracht.

## Achtergrond
De plaat werd wereldwijd een hit en bereikte in Canada zelfs de nummer 1-positie. In de Verenigde Staten bereikte de plaat de 6e positie in de Billboard Hot 100, in Nieuw-Zeeland en Duitsland de 13e en in Australië de 16e positie. In Ierland werd de 6e positie behaald en in het Verenigd Koninkrijk een 7e positie in de UK Singles Chart.
In Nederland was de plaat op vrijdagavond 23 maart 1979 (in haar destijds 1 uur zendtijd) Veronica Alarmschijf op Hilversum 3 en werd een hit in de destijds drie landelijke hitlijsten op de nationale publieke popzender. De plaat bereikte de 13e positie in de Nationale Hitparade, de 18e positie in de TROS Top 50 en de 20e positie in de Nederlandse Top 40. In de Europese hitlijst op Hilversum 3, de TROS Europarade, werd de 16e positie behaald.
In België bereikte de plaat de 16e positie in de Vlaamse Radio 2 Top 30 en de 19e positie in de voorloper van de Vlaamse Ultratop 50. In Wallonië werd de 9e positie bereikt.
Sinds de allereerste editie in december 1999 staat de plaat onafgebroken genoteerd in de jaarlijkse NPO Radio 2 Top 2000 van de Nederlandse publieke radiozender NPO Radio 2, met als hoogste notering een 152e positie in 1999.

## Thema
De tekst van het nummer lijkt te gaan over enkele ontwikkelingen die kinderen doormaken. Er wordt gedoeld op het verlies van de onschuld en het verliezen van idealisme bij het ouder worden van de mens.

## Cover
In 2001 scoorde de Duitse technoband Scooter in verschillende landen een nummer 1-hit met een remix genaamd Ramp! (The Logical Song), die samples bevat van het nummer van Supertramp. In Nederland bereikte deze versie destijds zowel de Nederlandse Top 40 als de Mega Top 100 niet.
Het nummer is ook gecoverd door Rave Allstars. Dit is ook op het nummer van Supertramp gebaseerd maar is minder bekend dan dat van Scooter.
In 2023 is een sample van het nummer gebruikt in het nummer When We Were Young van David Guetta en Kim Petras. Net als bij Scooter is de titel (The Logical Song) toegevoegd aan de titel.

## Hitnoteringen

### Nederlandse Top 40
| The Logical Song in de Nederlandse Top 40 - binnen 31 maart 1979 | The Logical Song in de Nederlandse Top 40 - binnen 31 maart 1979 | The Logical Song in de Nederlandse Top 40 - binnen 31 maart 1979 | The Logical Song in de Nederlandse Top 40 - binnen 31 maart 1979 | The Logical Song in de Nederlandse Top 40 - binnen 31 maart 1979 | The Logical Song in de Nederlandse Top 40 - binnen 31 maart 1979 | The Logical Song in de Nederlandse Top 40 - binnen 31 maart 1979 | The Logical Song in de Nederlandse Top 40 - binnen 31 maart 1979 | The Logical Song in de Nederlandse Top 40 - binnen 31 maart 1979 |
| Week                                                             | 1                                                                | 2                                                                | 3                                                                | 4                                                                | 5                                                                | 6                                                                | 7                                                                | 8                                                                |
| ---------------------------------------------------------------- | ---------------------------------------------------------------- | ---------------------------------------------------------------- | ---------------------------------------------------------------- | ---------------------------------------------------------------- | ---------------------------------------------------------------- | ---------------------------------------------------------------- | ---------------------------------------------------------------- | ---------------------------------------------------------------- |
| Nummer                                                           | 26                                                               | 21                                                               | 20                                                               | 20                                                               | 20                                                               | 27                                                               | 29                                                               | Uit                                                              |

### Nationale Hitparade
Hitnotering: 14-04-1979 t/m 26-05-1979. Hoogste notering: #13 (1 week).

### TROS Top 50
Hitnotering: 29-03-1979 t/m 17-05-1979. Hoogste notering: #18 (2 weken).

### TROS Europarade
Hitnotering: 26-04-1979 t/m 31-05-1979 en 21-06-1979 t/m 30-06-1979. Hoogste notering: #16 (1 week).

### NPO Radio 2 Top 2000
| Nummer met noteringen in de NPO Radio 2 Top 2000 | '99 | '00 | '01 | '02 | '03 | '04 | '05 | '06 | '07 | '08 | '09 | '10 | '11 | '12 | '13 | '14 | '15 | '16 | '17 | '18 | '19 | '20 | '21 | '22 | '23 | '24 |
| ------------------------------------------------ | --- | --- | --- | --- | --- | --- | --- | --- | --- | --- | --- | --- | --- | --- | --- | --- | --- | --- | --- | --- | --- | --- | --- | --- | --- | --- |
| The Logical Song                                 | 152 | 154 | 198 | 158 | 252 | 288 | 342 | 366 | 422 | 317 | 453 | 474 | 421 | 452 | 319 | 403 | 363 | 395 | 354 | 356 | 286 | 312 | 331 | 314 | 354 | 313 |

1. ↑  Een vetgedrukt getal geeft de hoogste notering aan.